# Rodrigo Moreno (reżyser)
Rodrigo Moreno (ur. 1972 w Buenos Aires) – argentyński reżyser, scenarzysta i producent filmowy. Reprezentant tzw. nowego kina argentyńskiego przełomu XX i XXI w.

## Życiorys
Urodził się w rodzinie aktorskiej. Ukończył studia reżyserskie na Universidad del Cine w Buenos Aires, gdzie od 1996 roku prowadzi zajęcia. W 1993 roku nakręcił swój pierwszy film, krótki metraż pt. Nosotros. 
Jego w pełni samodzielnym pełnometrażowym debiutem reżyserskim był dramat Cień (2006) z Julio Chávezem w roli głównej. Obraz przyniósł Moreno liczne wyróżnienia, w tym m.in. Nagrodę im. Alfreda Bauera za innowacyjność na 56. MFF w Berlinie. Reżyser nakręcił później takie filmy fabularne, jak Tajemniczy świat (2011), Reimon (2014) czy Delikwenci (2023), prezentowani w sekcji „Un Certain Regard” na 76. MFF w Cannes.
Zasiadał w jury konkursu głównego na 75. MFF w Berlinie (2025).